# Severobajkalsk
Severobajkalsk (ruski: Северобайкальск) je grad u Rusiji, u republici Burjatiji. Drugi je po veličini grad u toj republici. 
Nalazi se na obali Bajkalskog jezera. Nastao je 1970-ih godina kao baza Bajkalsko-amurske magistrale.
Gradom je postao 1980. godine. 
Broj stanovnika: 25.790 (1. siječnja 2005.)
U gradu se nalazi željeznička postaja.
Od gospodarstva, u gradu su tvrtke koje se bave željezničkim prijevozom, tvornica za preradu ribe i dr.